# 57 Мнемосіна
57 Мнемосіна — астероїд головного поясу, відкритий 22 вересня 1859 року німецьким астрономом Робертом Лютером. Відкриття відбулося в обсерваторії німецького міста Дюссельдорфа, директором якої був сам Лютер з 1851 року. Астероїд отримав свою назву на честь титаніди Мнемозіни, дочки Урана і Геї, матері муз, богині, що уособлювала пам'ять, у давньогрецькій міфології.
Належить до астероїдів класу S, тобто має кам'яну (кремнієву) природу. Тіссеранів параметр щодо Юпітера — 3,142.
В астрології астероїд Мнемозина символізує пам'ять про минуле, дає поштовх творчості; фіксацію. Значення символу астероїда — звід Неба і Землі. Положення Мнемозіни в гороскопі говорить про особливості пам'яті людини. Джеймс Льюїс вказує, що Мнемозіна, що знаходиться в напружених аспектах, може означати слабку пам'ять або неприємні спогади.